# Viesly
Viesly est une commune française située dans le département du Nord, en région Hauts-de-France.
La commune se situe sur le parcours du Paris-Roubaix,
entre deux secteurs pavés.

## Géographie

### Communes limitrophes

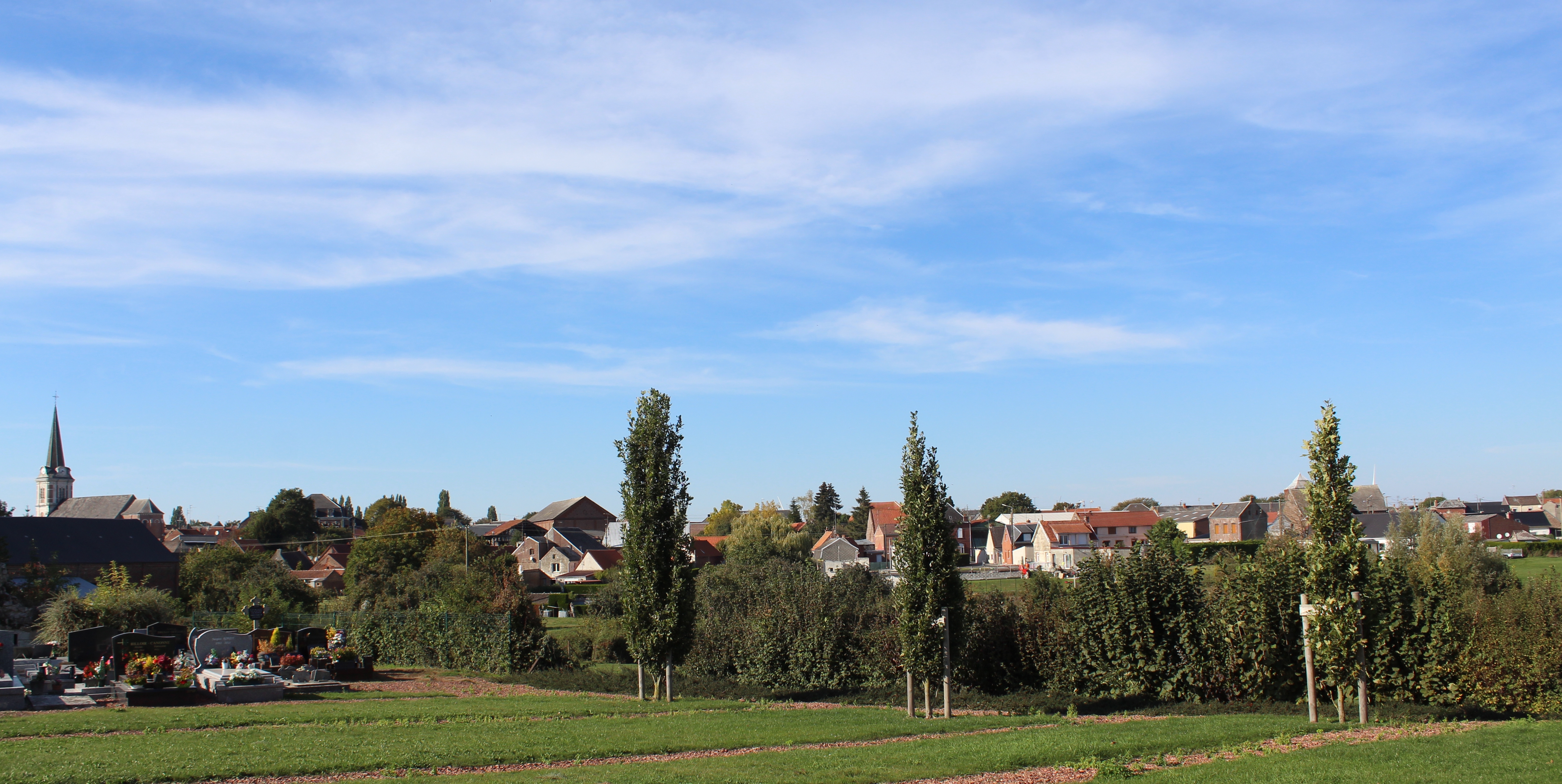
Panorama du village depuis les hauteurs du cimetière.

| Saint-Hilaire-lez-Cambrai | Saint-Vaast-en-Cambrésis Saint-Python | Solesmes |
| Quiévy                    | Viesly                                | Briastre |
| Béthencourt               | Beaumont-en-Cambrésis Inchy           |          |

### Hydrographie

#### Réseau hydrographique
La commune est située dans le bassin Artois-Picardie. Elle est drainée par l'Erclin et le Briastre,,.
L'Erclin, d'une longueur de 34 km, prend sa source dans la commune de Maurois et se jette  dans l'Escaut canalisée à Thun-Saint-Martin, après avoir traversé 16 communes. 

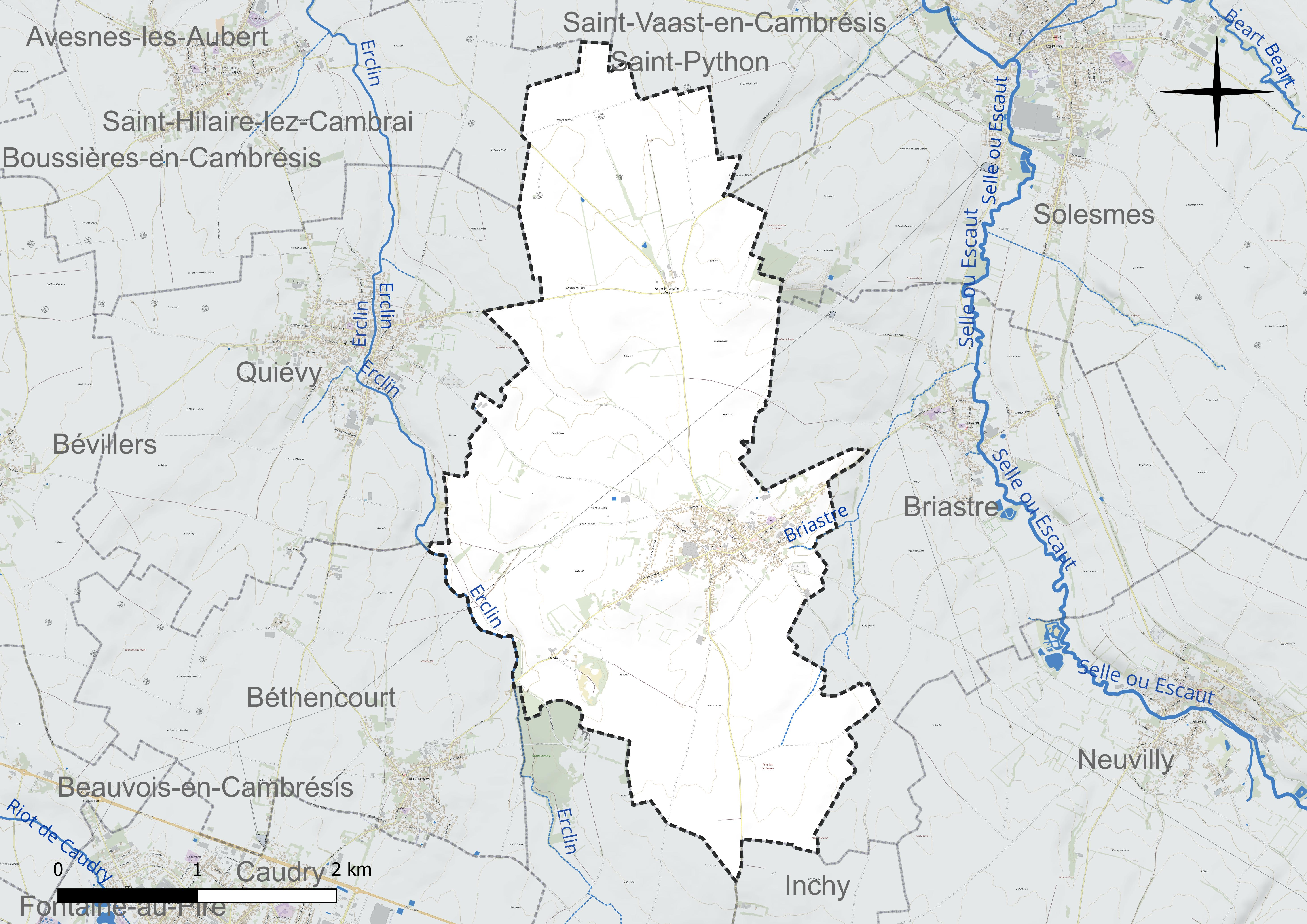
Réseau hydrographique de Viesly.

#### Gestion et qualité des eaux
Le territoire communal est couvert par le schéma d'aménagement et de gestion des eaux (SAGE) « Escaut ». Ce document de planification concerne un territoire de 2 005 km2 de superficie, délimité par le bassin versant de l'Escaut. Le périmètre a été arrêté le 9 juin 2006 et le SAGE proprement dit a été approuvé le 13 juillet 2021. La structure porteuse de l'élaboration et de la mise en œuvre est le syndicat mixte Escaut et Affluents (SyMEA). 
La qualité des cours d'eau peut être consultée sur un site dédié géré par les agences de l'eau et l'Agence française pour la biodiversité. 

### Climat
Pour des articles plus généraux, voir Climat des Hauts-de-France et Climat du Nord.
En 2010, le climat de la commune est de type climat océanique dégradé des plaines du Centre et du Nord, selon une étude du CNRS s'appuyant sur une série de données couvrant la période 1971-2000. En 2020, Météo-France publie une typologie des climats de la France métropolitaine dans laquelle la commune est exposée à un climat océanique altéré et est dans la région climatique  Nord-est du bassin Parisien, caractérisée par un ensoleillement médiocre, une pluviométrie moyenne régulièrement répartie au cours de l'année et un hiver froid (3 °C).
Pour la période 1971-2000, la température annuelle moyenne est de 10,2 °C, avec une amplitude thermique annuelle de 14,6 °C. Le cumul annuel moyen de précipitations est de 768 mm, avec 12,1 jours de précipitations en janvier et 9 jours en juillet. Pour la période 1991-2020, la température moyenne annuelle observée sur la station météorologique la plus proche, située sur la commune de Valenciennes à 23 km à vol d'oiseau, est de 11,0 °C et le cumul annuel moyen de précipitations est de 694,1 mm,. Pour l'avenir, les paramètres climatiques de la commune estimés pour 2050 selon différents scénarios d'émission de gaz à effet de serre sont consultables sur un site dédié publié par Météo-France en novembre 2022.

## Urbanisme

### Typologie
Au 1er janvier 2024, Viesly est catégorisée bourg rural, selon la nouvelle grille communale de densité à sept niveaux définie par l'Insee en 2022.
Elle est située hors unité urbaine. Par ailleurs la commune fait partie de l'aire d'attraction de Caudry, dont elle est une commune de la couronne,. Cette aire, qui regroupe 17 communes, est catégorisée dans les aires de moins de 50 000 habitants,.

### Occupation des sols
L'occupation des sols de la commune, telle qu'elle ressort de la base de données européenne d'occupation biophysique des sols Corine Land Cover (CLC), est marquée par l'importance des territoires agricoles (94,1 % en 2018), une proportion sensiblement équivalente à celle de 1990 (94,3 %). La répartition détaillée en 2018 est la suivante : 
terres arables (80,8 %), prairies (13,3 %), zones urbanisées (5,9 %). L'évolution de l'occupation des sols de la commune et de ses infrastructures peut être observée sur les différentes représentations cartographiques du territoire : la carte de Cassini (XVIIIe siècle), la carte d'état-major (1820-1866) et les cartes ou photos aériennes de l'IGN pour la période actuelle (1950 à aujourd'hui).

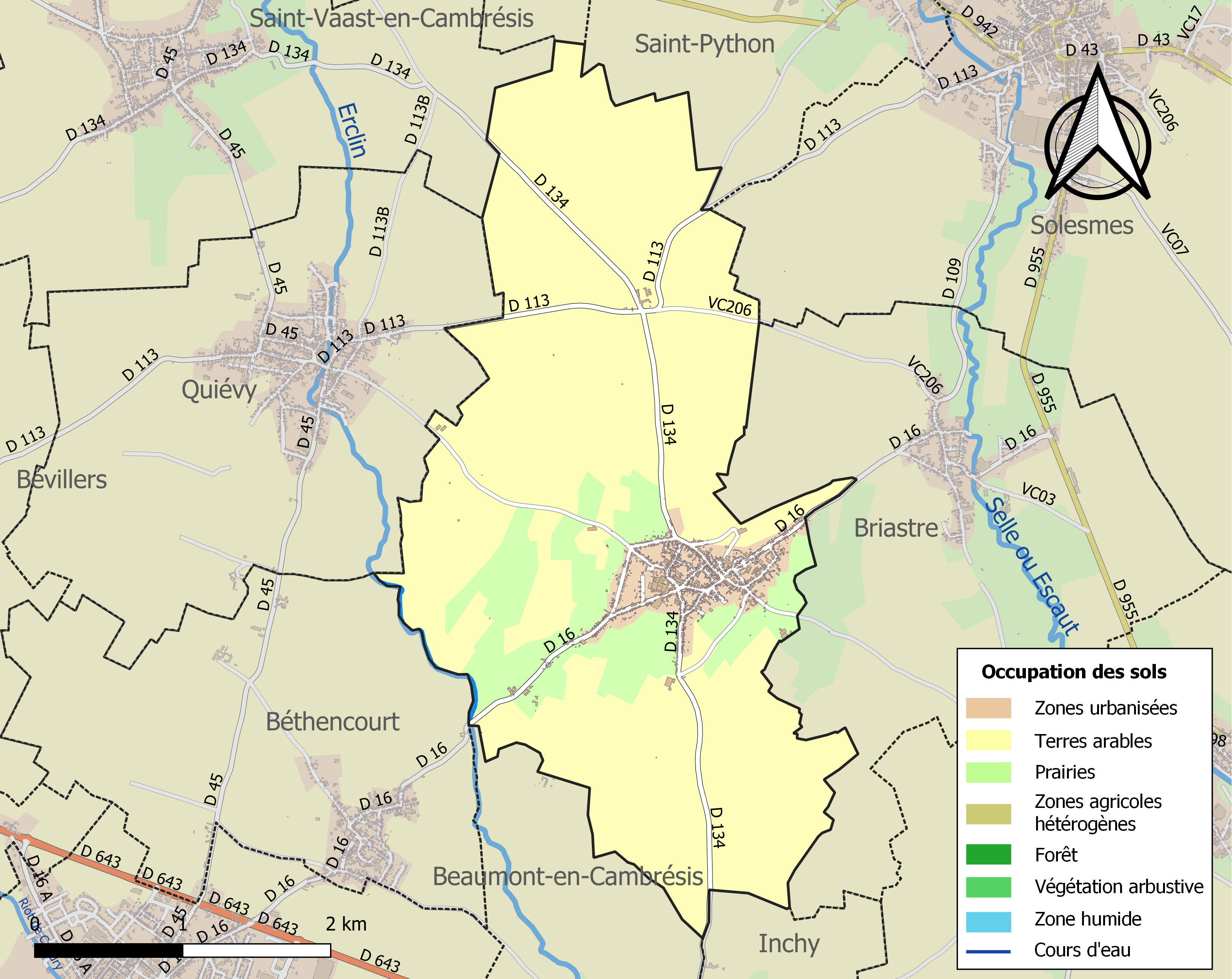
Carte des infrastructures et de l'occupation des sols de la commune en 2018 (CLC).

## Toponymie
On trouve le village mentionné sous le nom de Lis, qui peut signifier pâturage, dès 911 dans le cartulaire de l'Église de Cambrai. Entre le XIe et le XIVe siècle on trouve les noms Vetuslis, Veteris Lis, Viezlis, Veterilitibus, Veteribus Litibus, Vieslis, Vellis et Vieslis. Son nom signifierait donc « ancien pâturage », peut-être pour le distinguer de Novislis ou « nouveau pâturage », le village voisin de Neuvilly.

## Histoire
En 911 un diplôme de Charles le Simple donne le village de Lis à l'Église de Cambrai.

### Héraldique
| Blason de Viesly | Blason  | D'or à la bande de sable. |
| Blason de Viesly | Détails |                           |

## Politique et administration

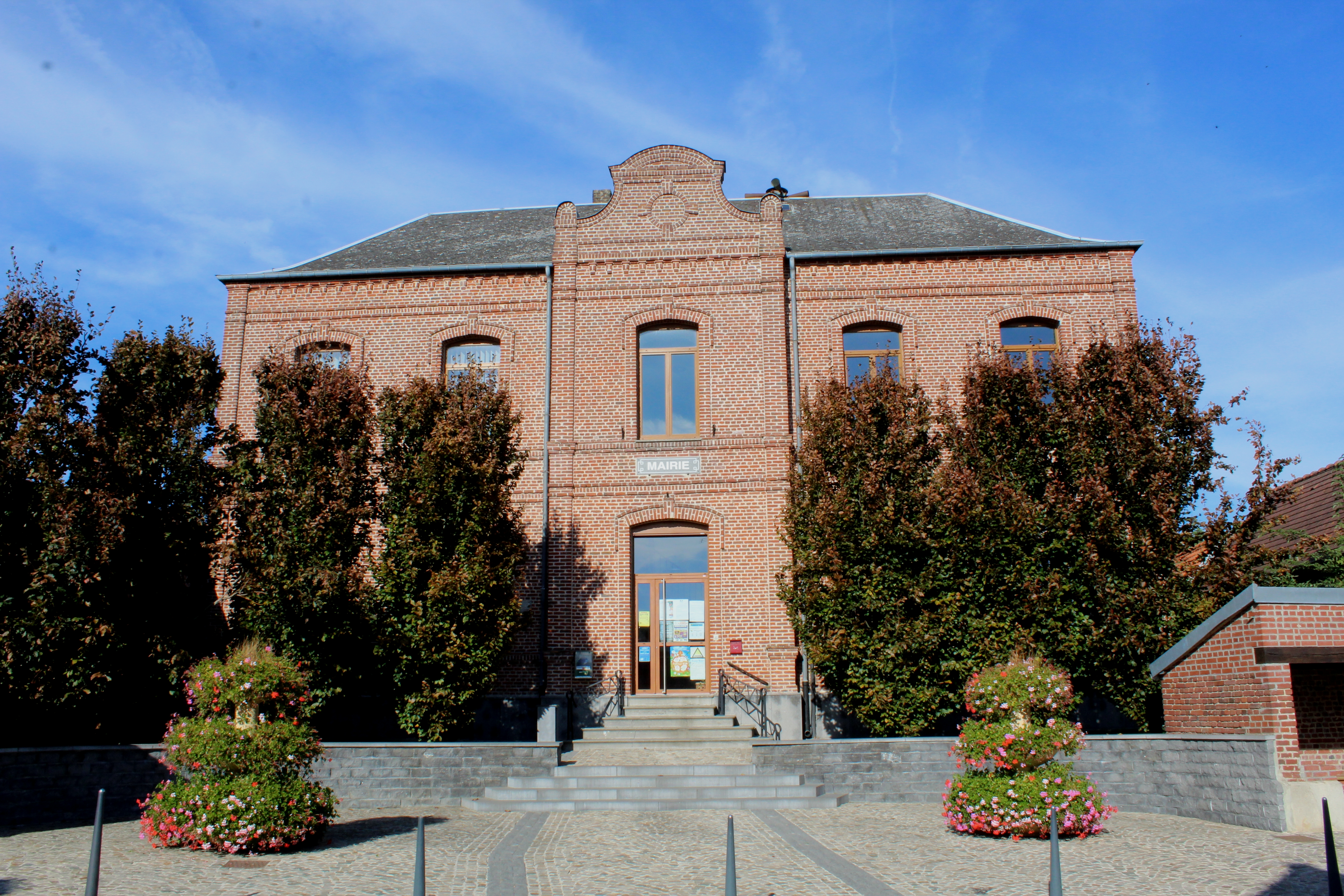
La mairie.

### Situation administrative
La commune de Viesly se situe dans le département du Nord et fait partie de la région Hauts-de-France. Elle appartient à l'arrondissement de Cambrai (à 20 km) et au canton de Caudry (à 5 km).
La commune est membre de la Communauté de communes du Pays Solesmois, qui rassemble 15 communes (Beaurain, Bermerain, Capelle, Escarmain, Haussy, Montrécourt, Romeries, Saint-Martin-sur-Écaillon, Saint-Python, Saulzoir, Solesmes, Sommaing, Vendegies-sur-Écaillon, Vertain et Viesly) pour une population totale d'un peu moins de 15 000 habitants.

### Liste des maires
Maire de 1802 à 1807 : Jean Bapt. Depreux,.
| Période                                  | Période   | Identité          | Étiquette | Qualité |
| ---------------------------------------- | --------- | ----------------- | --------- | --- |
| 1947                                     | 1971      | Narcisse Pavot    | SFIO      | Instituteur Député du Nord (17e circ.) (1958 → 1967) Conseiller général de Solesmes (1945 → 1971) Décédé en fonction |
| 1971                                     | ?         | Serge Billoir     | PCF       | Instituteur |
| avant 1988                               | ?         | Albert Lecouf     | PCF       | |
| 1989                                     | Mars 2008 | Gérard Léger      |           | |
| Mars 2008                                | Mars 2014 | Jacques Ladeuille | PS        | |
| Mars 2014                                | Mai 2020  | Guy Besin         |           | Retraité |
| Mai 2020                                 | En cours  | Denis Delsart     |           | |
| Les données manquantes sont à compléter. |           |                   |           | |

## Population et société

### Démographie

#### Évolution démographique
L'évolution du nombre d'habitants est connue à travers les recensements de la population effectués dans la commune depuis 1793. Pour les communes de moins de 10 000 habitants, une enquête de recensement portant sur toute la population est réalisée tous les cinq ans, les populations de référence des années intermédiaires étant quant à elles estimées par interpolation ou extrapolation. Pour la commune, le premier recensement exhaustif entrant dans le cadre du nouveau dispositif a été réalisé en 2004.

En 2022, la commune comptait 1 364 habitants, en évolution de −12,11 % par rapport à 2016 (Nord : +0,51 %, France hors Mayotte : +2,11 %).
| 1793  | 1800  | 1806  | 1821  | 1831  | 1836  | 1841  | 1846  | 1851  |
| ----- | ----- | ----- | ----- | ----- | ----- | ----- | ----- | ----- |
| 1 671 | 1 500 | 1 726 | 1 938 | 2 373 | 2 526 | 2 653 | 2 761 | 2 608 |

| 1856  | 1861  | 1866  | 1872  | 1876  | 1881  | 1886  | 1891  | 1896  |
| ----- | ----- | ----- | ----- | ----- | ----- | ----- | ----- | ----- |
| 2 766 | 2 977 | 3 136 | 3 117 | 3 105 | 3 021 | 2 770 | 2 801 | 2 827 |

| 1901  | 1906  | 1911  | 1921  | 1926  | 1931  | 1936  | 1946  | 1954  |
| ----- | ----- | ----- | ----- | ----- | ----- | ----- | ----- | ----- |
| 2 607 | 2 511 | 2 421 | 1 968 | 2 036 | 2 081 | 2 052 | 1 944 | 2 067 |

| 1962  | 1968  | 1975  | 1982  | 1990  | 1999  | 2004  | 2006  | 2009  |
| ----- | ----- | ----- | ----- | ----- | ----- | ----- | ----- | ----- |
| 2 186 | 2 243 | 2 102 | 1 844 | 1 566 | 1 419 | 1 363 | 1 350 | 1 443 |

| 2014  | 2019  | 2022  | - | - | - | - | - | - |
| ----- | ----- | ----- | - | - | - | - | - | - |
| 1 489 | 1 414 | 1 364 | - | - | - | - | - | - |

#### Pyramide des âges
La population de la commune est relativement jeune.
En 2018, le taux de personnes d'un âge inférieur à 30 ans s'élève à 34,0 %, soit en dessous de la moyenne départementale (39,5 %). À l'inverse, le taux de personnes d'âge supérieur à 60 ans est de 27,6 % la même année, alors qu'il est de 22,5 % au niveau départemental.
En 2018, la commune comptait 699 hommes pour 761 femmes, soit un taux de 52,12 % de femmes, légèrement supérieur au taux départemental (51,77 %).
Les pyramides des âges de la commune et du département s'établissent comme suit.
| Hommes | Classe d’âge | Femmes |
| ------ | ------------ | ------ |
| 0,1    | 90 ou +      | 1,8    |
| 7,7    | 75-89 ans    | 11,8   |
| 15,7   | 60-74 ans    | 17,9   |
| 22,0   | 45-59 ans    | 19,7   |
| 19,5   | 30-44 ans    | 15,7   |
| 17,9   | 15-29 ans    | 15,6   |
| 17,1   | 0-14 ans     | 17,5   |

| Hommes | Classe d’âge | Femmes |
| ------ | ------------ | ------ |
| 0,5    | 90 ou +      | 1,4    |
| 5,3    | 75-89 ans    | 8,1    |
| 14,8   | 60-74 ans    | 16,2   |
| 19,1   | 45-59 ans    | 18,4   |
| 19,5   | 30-44 ans    | 18,7   |
| 20,7   | 15-29 ans    | 19,1   |
| 20,2   | 0-14 ans     | 18     |

## Lieux et monuments
- La Tour figure sur le terrier de Viesly en 1782 ; c'est le dernier vestige visible de l'ancien château. Elle servit de mairie et aussi de prison au XIXe siècle[26].
- L'église Saint-Martin du XVIIIe siècle[27].
- Le monument aux victimes des guerres du XIXe siècle situé près de l'église.
- Le monument aux victimes de la guerre 1914-1918 situé dans le cimetière communal.
- La chapelle Sainte-Anne située sur la place éponyme.

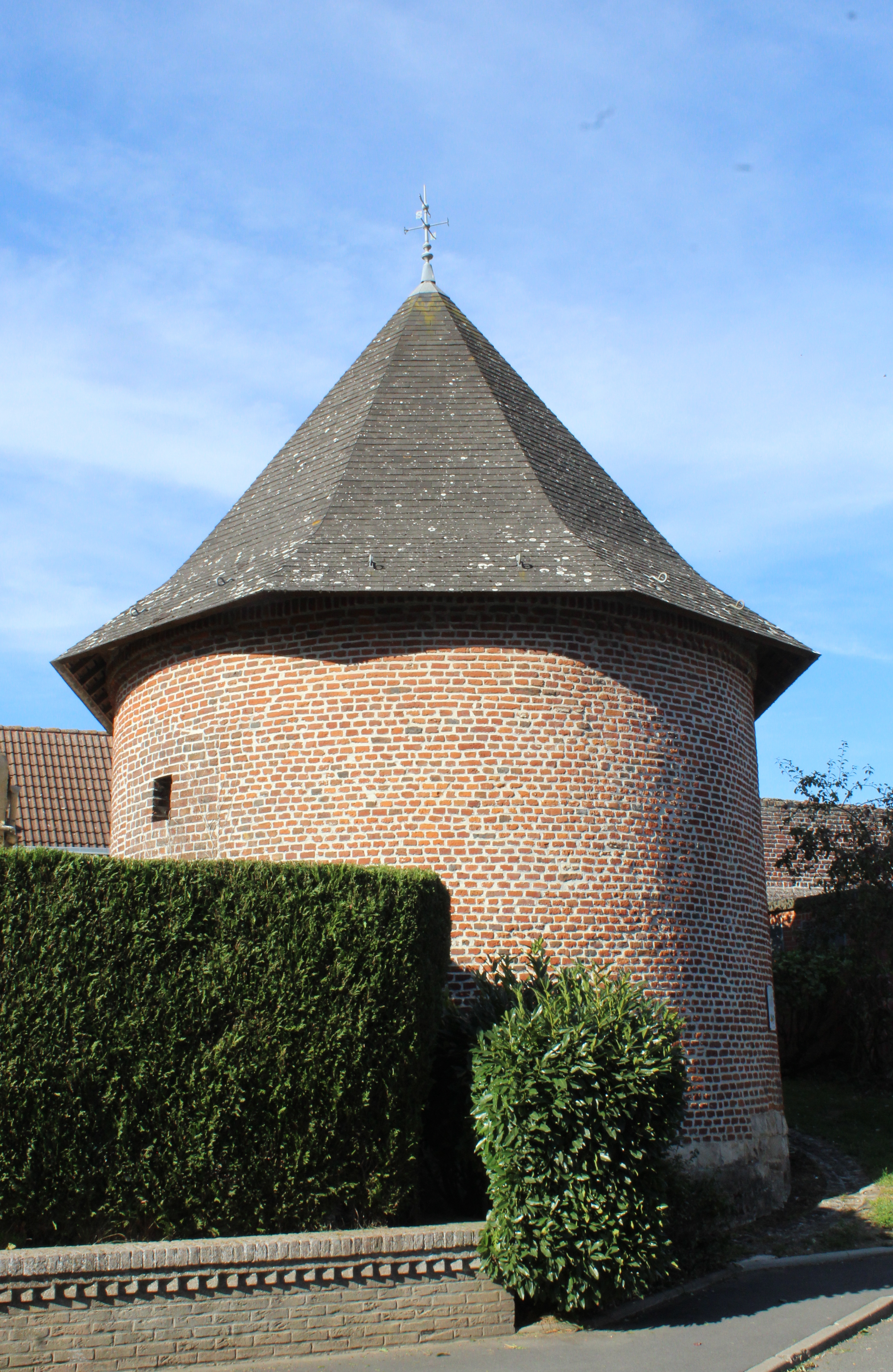
Ancienne tour du château.
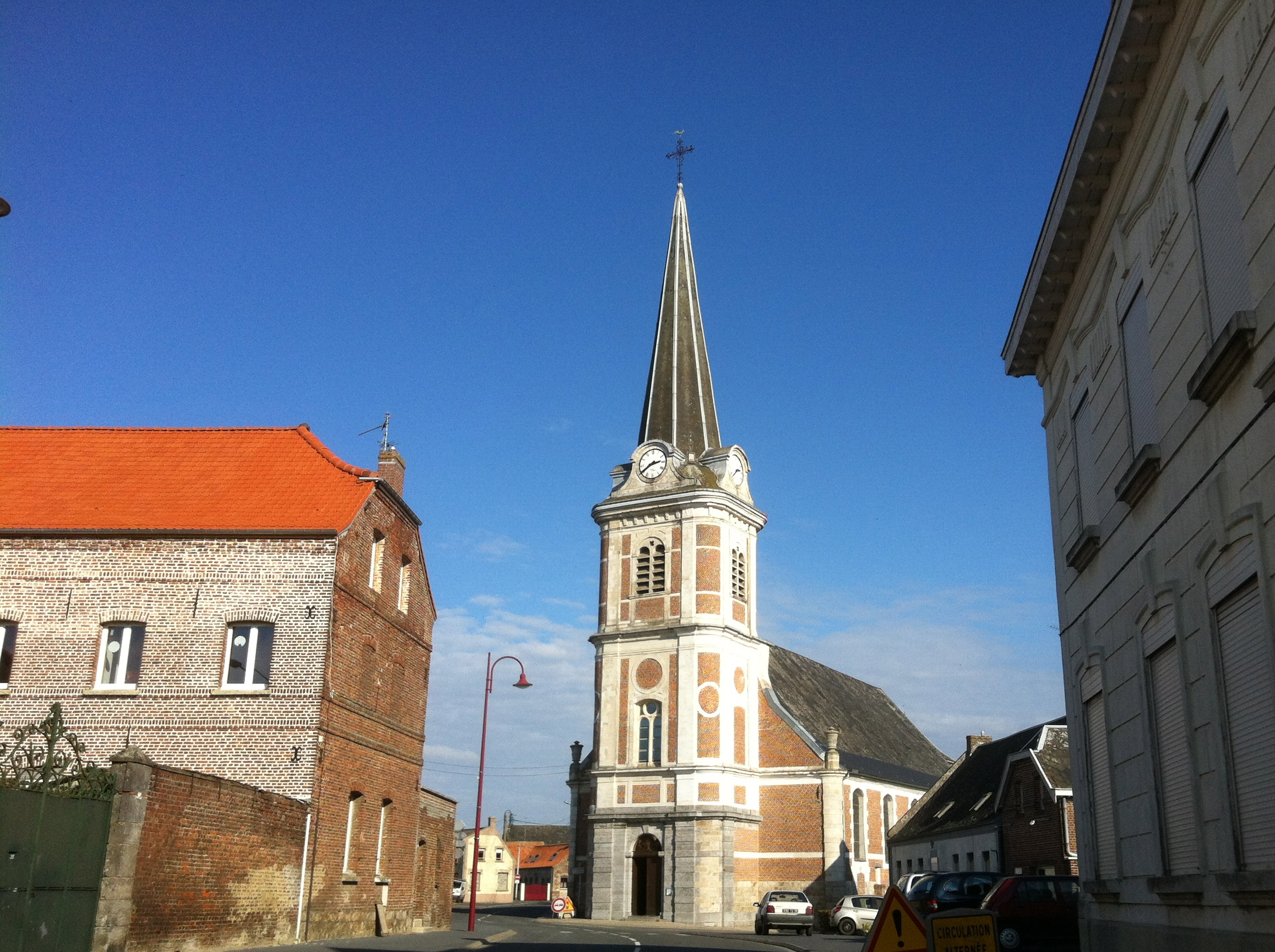
Église Saint-Martin de Viesly.
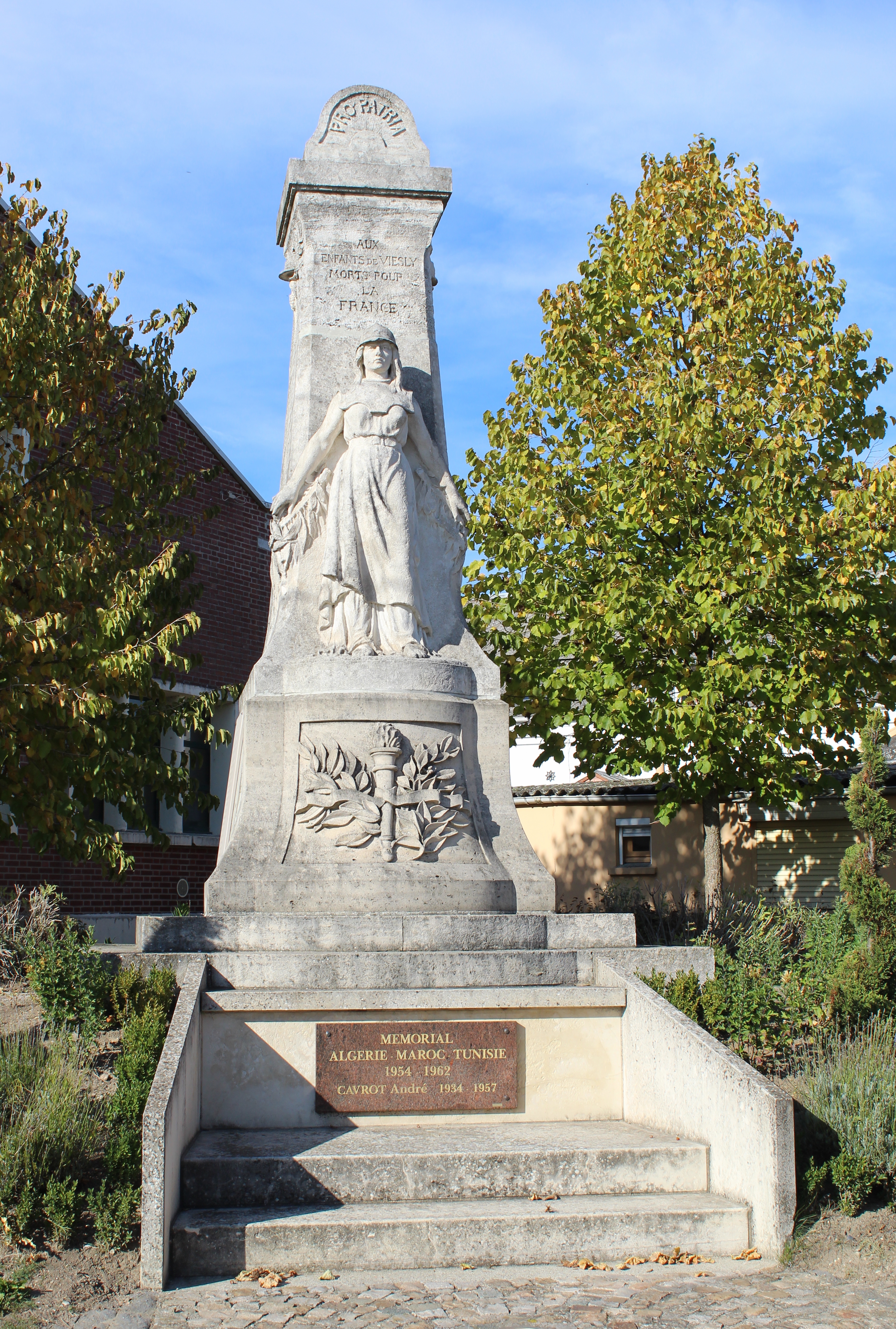
Monument guerre 1870-1871.
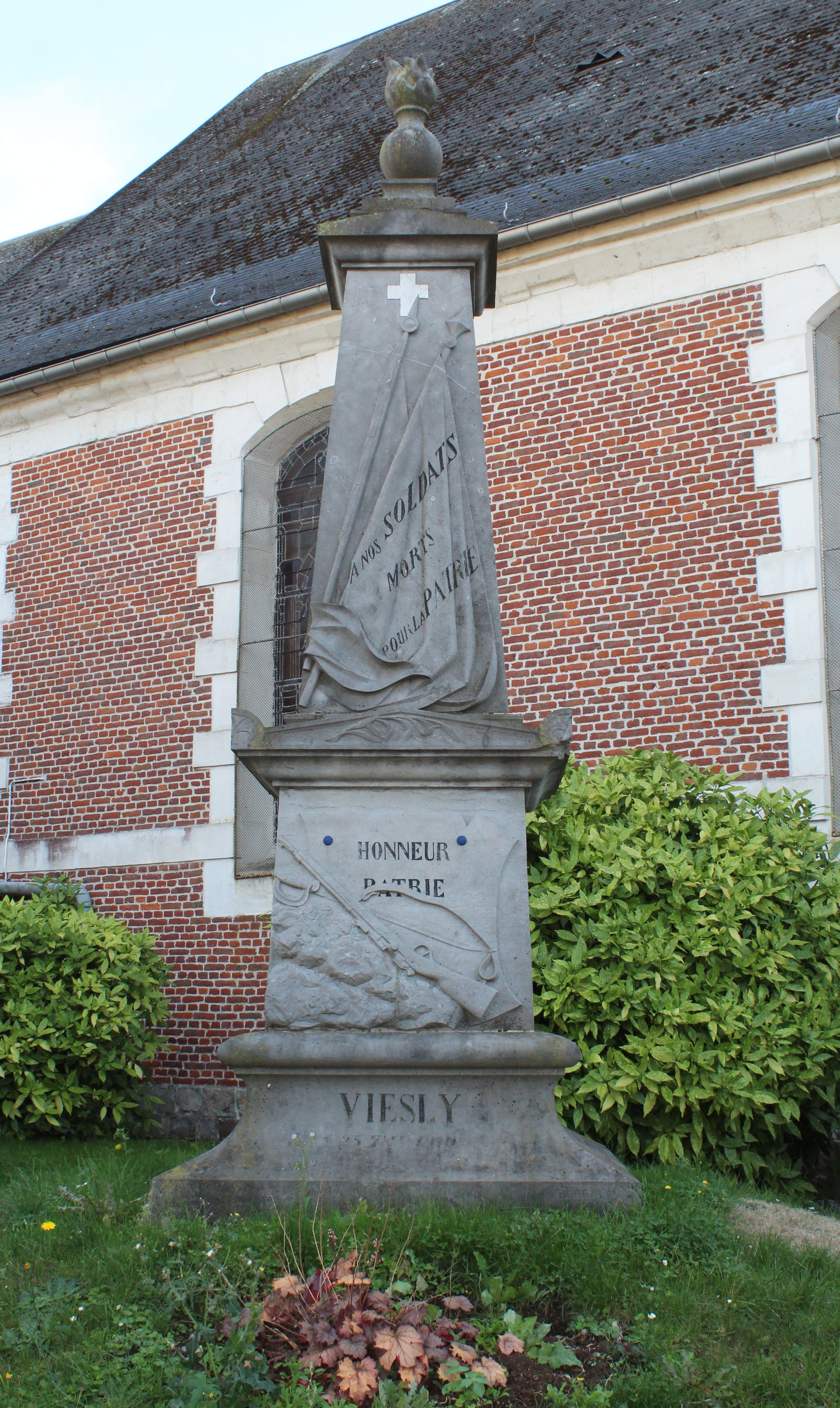
Le monument aux morts.
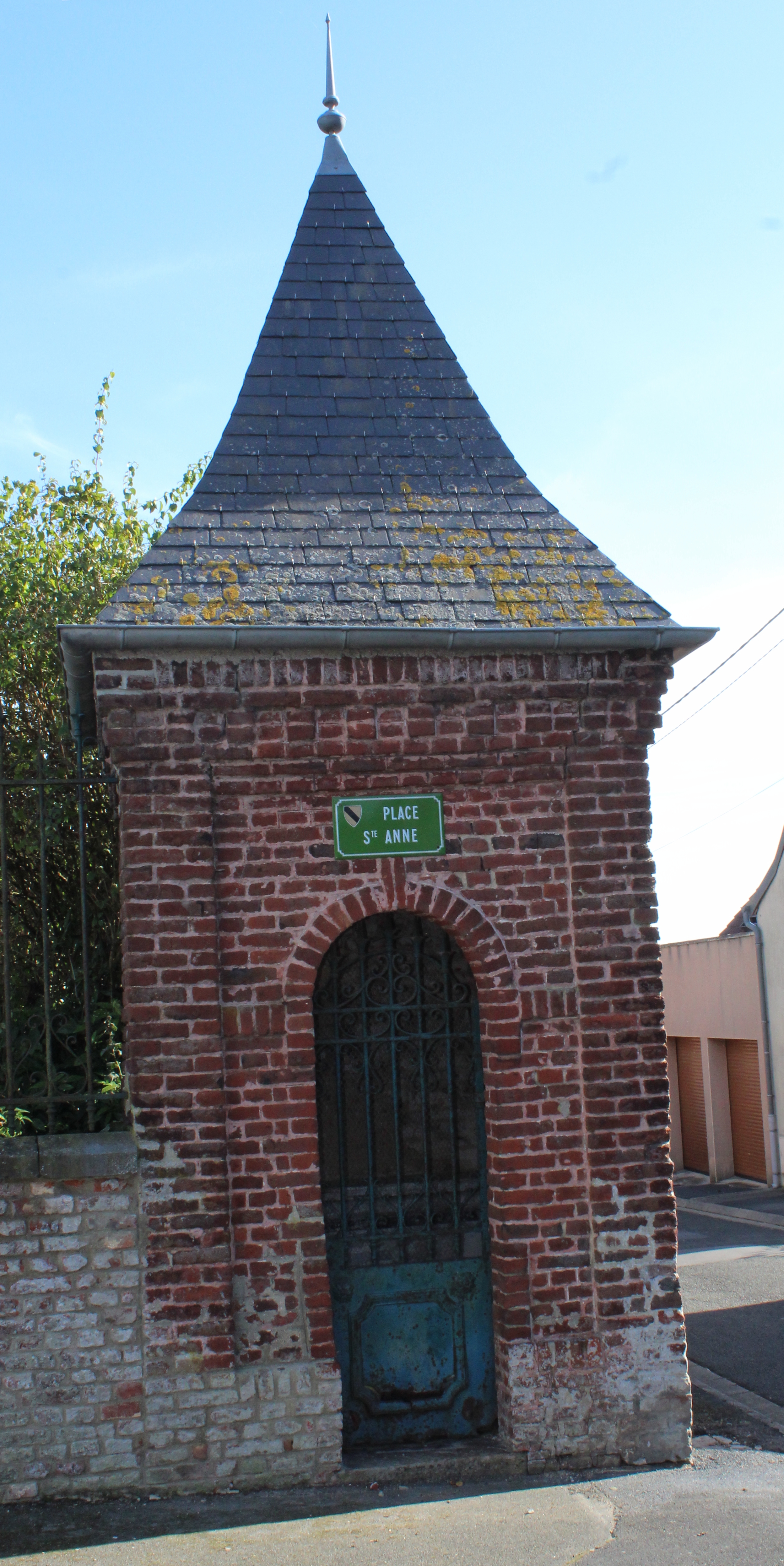
La chapelle Sainte-Anne.

## Personnalités liées à la commune
- Benoît Lempereur (1747-1797), bénédictin français, martyr de la Révolution française.
- Paul Bersez, né le 22 janvier 1857 à Viesly (Nord) et mort le 27 août 1940 à Paris, homme politique.
- Ernest Plet (1864-1929), homme politique.
- Édouard Depreux (1898-1981), homme politique.

## Pour approfondir